# Rezerwat przyrody Żuri
Rezerwat uroczysko „Żuri” (ukr. Заповідне урочище „Журі” – Zapowidne uroczyszcze „Żuri”) – obszar chroniony w ukraińskiej części Roztocza Wschodniego (rejon żółkiewski), założony w 1984 r. na powierzchni 29 ha w celu ochrony cennych przyrodniczo i krajobrazowo lasów bukowych na granicy ich występowania.